# إسقاط مساو للقياس
الإسقاط المساوي للقياس (Isometric projection) هو نوع من أنواع الاكسنومتري العمودية. تستخدم, ككل أنواع الاكسنومتري, لتمثيل الأجسام ثلاثية الأبعاد على نفس المستوى. في هذا النوع من الاكسنومتري, إذا أخذت 3 مقاسات متساوية ومنتمية إلى المحاور الثلاثة xyz، فان صورتها بعد الإسقاط تقل بنفس المقياس, أي ان هناك تساوي بين وحدات القياس Ux=Uy=Uz. السبب لذلك ان الزاويا التي تشكلها المحاور مع مستوى الإسقاط تكون متساوية فيما بينها.
والجدير بالعلم ان كل محور يقطع مستوى الإسقاط في نقطة تسمى اثر, مثلاً نقطة تقاطع المحور x مع مستوى الإسقاط تسمى اثر x ويرمز لها, Tx، لذلك, في الاكسنومتري الايزومترية, يكون المثلث الذي يتكون من توصيل أثار المحاور الثلاث Tx Ty Tz مثلث متساوي الأضلاع ويسمى مثلث الاثار.

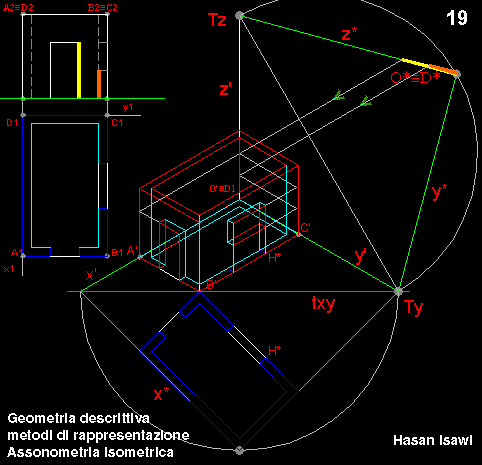
تمثيل ايزوميتري (أو متساوي القياس) لبيئة متوازية السطوح

هذا المثلث, في النوعين الاخريين من الاكسنومتري العمودية, يكون:
- متساوي الضلعين في الاكسنومتري الديمترية
- مختلف الأضلاع في الاكسنومتري التريمترية